# Pechorsky (huyện)
Huyện Pechorsky (tiếng Nga: ? райо́н) là một huyện hành chính tự quản (raion), của Tỉnh Pskov, Nga. Huyện có diện tích 1488 km², dân số thời điểm ngày 1 tháng 1 năm 2000 là 26900 người. Trung tâm của huyện đóng ở Pechory.